# Aphaniosoma propinquans
Aphaniosoma propinquans är en tvåvingeart som beskrevs av Collin 1949. Aphaniosoma propinquans ingår i släktet Aphaniosoma och familjen gulflugor. Inga underarter finns listade i Catalogue of Life.